# Facidia phaeophaenica
Facidia phaeophaenica är en fjärilsart som beskrevs av George Francis Hampson 1903. Facidia phaeophaenica ingår i släktet Facidia och familjen nattflyn. Inga underarter finns listade i Catalogue of Life.